# Carex inops
Espèce
Classification phylogénétique
Carex inops est une espèce de plantes du genre Carex et de la famille des Cyperaceae.